# Peyron (släkt)
Peyron är en fransk adelssläkt som kom till Sverige 1740 med sidenfabrikören Barthelemi Touissant Peijron.
En son Carl Adrian Peyron till Barthelemi Touissant Peijron adlades de Peijron 1780, men ätten utslocknade senare. En annan son blev far till generalmajor Edvard August Peijron, adlad Peijron 1836, hans ätt utslocknade. Edvard Augusts bror Gustaf Peyron den äldre adlades i Sverige 1825 och upphöjdes 1841 till friherre. Släkten blev introducerad på Riddarhuset 1842, då som friherrlig släkt nummer 392.

## Kända personer
- Gustaf Peyron den äldre (1783–1852), svensk friherre, militär och politiker
- Gustaf Peyron den yngre (1828–1915), svensk friherre, militär och politiker
- Knut Peyron (1831–1914), svensk amiral och chef för Marinförvaltningen
- Henry Peyron (1883–1972), svensk militär (kavalleriinspektör)
- Claës Peyron (1899–1993), svensk militär (försvarsområdesbefälhavare)
- Gustaf Peyron (1921–2007), svensk militär (militärbefälhavare)